# Instytut Chemii Przemysłowej
Sieć Badawcza Łukasiewicz – Instytut Chemii Przemysłowej im. Prof. I. Mościckiego w Warszawie – polski instytut badawczy prowadzący badania procesów chemicznych w skali przemysłowej. Wchodzi w skład Sieci Badawczej Łukasiewicz. Ulokowany jest na warszawskim Żoliborzu.

## Historia
Instytut Chemii Przemysłowej im. prof. Ignacego Mościckiego kontynuuje działalność spółki Metan utworzonej w 1916 r. we Lwowie z inicjatywy Ignacego Mościckiego i przekształconej w roku 1922 w Chemiczny Instytut Badawczy. W 1926 roku siedzibę Instytutu przeniesiono do Warszawy, gdzie została została umieszczona w obecnej lokalizacji siedziby Instytutu przy ulicy Ludwika Rydygiera 8. 14 stycznia 1928 Ignacy Mościcki dokonał otwarcia instytutu.
Zadaniem Chemicznego Instytutu Badawczego była działalność naukowa, mająca na celu budowę i rozwój polskiego przemysłu chemicznego. Szczególną uwagę zwracano na wykorzystanie surowców krajowych, takich jak węgiel, glina oraz sól kamienna. Najważniejszym osiągnięciem Instytutu w tamtych czasach było opracowanie technologii otrzymywania kauczuku syntetycznego, uruchomienie w kraju instalacji do jego produkcji (jako trzeciej na świecie po Niemczech i Związku Radzieckim), a także sprzedaż licencji, na podstawie których wybudowano szereg instalacji zagranicą. Na licencji ChIB wybudowano we Włoszech fabrykę o zdolności produkcyjnej 10 000 ton rocznie, zaś w Stanach Zjednoczonych w latach 1942–1943 wytwórnie butadienu, co miało bardzo duże znaczenie strategiczne dla aliantów.
W okresie okupacji praca ChIB była całkowicie sparaliżowana. Działalność naukowo-badawczą ChIB reaktywowano w 1945 roku w ramach Instytutu Przemysłu Chemicznego, z którego zarządzeniem Ministra Przemysłu i Handlu z dnia 1 kwietnia 1948 roku utworzony został Główny Instytut Chemii Przemysłowej. Ten natomiast przekształcono z dniem 1 stycznia 1952 roku w Instytut Chemii Ogólnej – instytut podległy Ministerstwu Przemysłu Chemicznego. 1 lutego 1971 roku, z połączenia Instytutu Chemii Ogólnej oraz Instytutu Tworzyw Sztucznych, powstał Instytut Chemii Przemysłowej. W 1990 roku nadano mu imię profesora Ignacego Mościckiego.
W dorobku lat powojennych znajduje się ponad 1800 patentów krajowych i 380 zagranicznych, setki oryginalnych opracowań technologicznych i aparaturowych zastosowanych na skalę przemysłową w kraju i zagranicą, dziesiątki instalacji pracujących w oparciu o licencje IChP.
1 kwietnia 2019 roku IChP wszedł w skład Sieci Badawczej Łukasiewicz.
1 czerwca 2020 roku należące do Sieci Badawczej Łukasiewicz: Instytut Farmaceutyczny (Łukasiewicz – IF) oraz Instytut Biotechnologii i Antybiotyków (Łukasiewicz – IBA) zostały włączone do Instytutu Chemii Przemysłowej imienia Profesora Ignacego Mościckiego (Łukasiewicz – ICHP).

## Dyrektorzy i kadra
W okresie międzywojennym dyrektorami Chemicznego Instytutu Badawczego byli prof. dr Ignacy Mościcki (1922–1926), dr Zenon Martynowicz (1926–1935) i prof. dr Kazimierz Kling (1935–1939). Pierwszą stworzoną jednostką był Dział I Przemysłu Nieorganicznego, powstały w 1926, którym kierował dr Ludwik Wasilewski, a następnie inż. Jakub Zaleski. Ponadto w instytucie pracował m.in. Tadeusz Zieliński. Po wojnie pracownikami byli: Stanisław Pasynkiewicz, Józef Obłój, Józef Szarawara, Jan Jagielski, Cyprian Kosiński, Marian Skowerski. Dyrektorami byli Edward Grzywa, od 2002 do 2007 Jacek Kijeński, w latach 2007–2012 Józef Menes, 2012–2016 Regina Jeziórska. W latach 2016-2024 dyrektorem Instytutu był Paweł Bielski. Od maja 2024 funkcję dyrektora naczelnego pełni Ewa Śmigiera.
Zakres działalności:
- Badania naukowe, przemysłowe i prace rozwojowe w dziedzinie nauk chemicznych i technicznych, farmacji i biotechnologii
- Opracowywanie technologii wytwarzania generycznych produktów leczniczych
- Produkcja substancji aktywnych, w tym biofarmaceutyków i szczepionek nowej generacji
- Wytwarzanie leku cytostatycznego Biodribin® stosowanego przeciw białaczce włochatokomórkowej
- Komercjalizacja i wdrażanie wyników prac badawczo-rozwojowych do praktyki przemysłowej
- Opracowywanie analiz i ekspertyz oraz świadczenie usług doradztwa w zakresie chemii i technologii chemicznej
- Współpraca naukowo-badawcza z podmiotami krajowymi i zagranicznymi.

Strategiczne obszary działania:
- Nowoczesne materiały i kompozyty polimerowe
- Recykling i technologie zeroemisyjne
- Elektromobilność – wodorowe ogniwa paliwowe i elektrochemiczne źródła energii
- Technologie biomedyczne, chemia gospodarcza
- Farmacja, Chemia Kosmetyczna i Biotechnologia.

Dodatkowe obszary badawcze:
- Elektrochemia stosowana
- Badania właściwości tworzyw sztucznych’
- Produkcja pilotowa i niskotonażowa
- Modelowanie procesów technologicznych
- Ekspertyzy i analizy chemiczne
- Analityka farmaceutyczna
- Strategie rozwojowe dla branż, surowców i produktów chemicznych.

Ponadto Instytut prowadzi działalność w zakresie informacji naukowo-technicznej i ekonomicznej, wynalazczości, racjonalizacji oraz ochrony własności przemysłowej i intelektualnej. Ważne miejsce w działalności Instytutu zajmuje opracowywanie analiz i ocen stanu oraz rozwoju chemii i technologii chemicznej, koordynacja i prowadzenie działalności normalizacyjnej, działalność wydawnicza (Instytut jest wydawcą czasopisma naukowo-technicznego „Polimery”), współpraca z instytucjami krajowymi i zagranicznymi, promowanie rozwoju kadry naukowej i badawczo-technicznej.